# Pedro Maia (artista plástico)
Pedro Maia (11 de novembro de 1962) é Artista Plástico, Investigador e Professor da Faculdade de Belas Artes da Universidade do Porto (FBAUP), Professor Associado e Coordenador da Área Científica de Desenho do Mestrado de Arquitetura da Universidade Lusófona do Porto (ULP) e Membro Integrado do ARQ.ID, Universidade Lusófona. Licenciatura em Artes Plásticas - Pintura, Escola Superior de Belas Artes do Porto, 1988, com bolsa da Fundação Calouste Gulbenkian (1986-1988). MFA - Fine Arts/Painting, University of Massachusetts, Amherst, U.S.A., 1990, com bolsas da Fundação Calouste Gulbenkian, Fundação Luso-Americana para o Desenvolvimento e Fullbright. Television Workshop, Amherst Public Television, U.S.A. (1990). Doutoramento em Desenho (PhD), Faculdade de Belas Artes da Universidade do Porto, 2010, especializando-se na Facultat de Belles Arts at the Universitat de Barcelona, 2006-2008, Bolsas da Fundação para a Ciência e Tecnologia (FCT) e Fundo Social Europeu. Pós-doutoramento (em curso), Facultat de Belles Arts da Universitat de Barcelona, Bolsa Sabática da Fundação Ciência e Tecnologia (setembro de 2015 a janeiro de 2016) e apoio de estadia da Fundação Oriente em Goa (Outubro de 2015). Interesses principais: Artes, Pintura, Fotografia, Vídeo e Desenho.
Projetos de Investigação
2021-2024. El paisaje que habla. Marco teórico y referencias culturales interdisciplinares. México, Portugal y España como escenarios(2021-2024). Referência: PID2020-120553GB-I00/AEI/ 10.13039/501100011033
2017-2021: ARS & URBS – Representación Pisctórica de la Ciudad, del siglo XVI al siglo XIX: Perspectivas, Corografias y Panoramas– Projecto de investigação com a Universidad de Ganada, Universitat de Barcelona, Universidad de Sevilla, Universidad Illes Balears e Faculdade de Belas Artes da Universidade do Porto.
2012-2016: Atlas & Vocabulário do Desenho. I2ADS, FBAUP, Porto.
2012: Furor Mechanicus, Inventions Catalogue (Glossary for Drawing Instruments), Wikiprojects, Istituto e Musei di Storia della Scienza, Florence, Italy (colaborador): 
Principais Projetos do Passado
2009-2011 Fundador, Membro e Comissário para o Lófte – Associação Cultural (em parceria com a FBAUP), Porto, Portugal
2001-2004 Comissário e Direção Artística para o Maushábitos – Espaço de Intervenção Cultural, Porto, Portugal.
Artigos em revistas, capítulos de livros e textos
Maia, Pedro. Paisagem, Apropriação e Ruído: Uso da Fotografia na Representação do Espaço in: Geografias Culturais da Música do Som e do Silêncio. Guimarães: Universidade do Minho, 2022.
Maia, Pedro, Organic versus Geometric: The Impact of the 1755 Lisbon Eartquake, in: La Città Palinsesto, Napoli: Federico II University Press, 2021, Vol. I. ISBN 978-88-99930-06-6, pp.963-969 
Maia, Pedro.  Nos Bastidores do Desenho: Viagens com a Câmara Clara, PSIAX, 2ª Série Nº 4, 2021.
Maia, Pedro. Assembly of perspectives: on the Grande Vista de Lisboa – Anima Loci, Verona, Outubro de 2019
Maia, Pedro. A Theory on Clouds, Projecto Artístico para Atlântida – Revista de Cultura, Edições: Instituto Açoriano da Cultura, Angra do Heroísmo, Portugal, 2018
Maia, Pedro. Into The Wild, texto para a Exposição (cartaz e online), Lugar do Desenho, Fundação Júlio Resende, Porto, 2018
Maia, Pedro. Projeções 2018, Texto para a Exposição (brochura), Lugar do Desenho, Fundação Júlio Resende, Porto, 2018
Maia, Pedro. Performative Jewellrey, texto de introdução de Catálogo/Livro Teeuwen, Yvette. Performative Jewellrey, Haia, Holanda, novembro de 2017.
Maia, Pedro. Projeções 2017. Introdução para brochura, Lugar do Desenho, Fundação Júlio Resende, Porto, 2017
Maia, Pedro. Projeções 2016. Introdução para brochura, Lugar do Desenho, Fundação Júlio Resende, Porto, 2016
Maia, Pedro. Projeções 2014. Introdução para brochura, Lugar do Desenho, Fundação Júlio Resende, Porto, 2014
Maia, Pedro. Introdução para catálogo, Exposição Final das Licenciaturas, FBAUP, Porto, 2013.
Maia, Pedro. Projeções 2013. Introdução para brochura/desdobrável, Lugar do Desenho, Fundação Júlio Resende, Porto, 2013.
Maia, Pedro. Delimitação de Escala, texto para catálogo de exposição de João Pedro Trindade e Horácio Frutuoso, Galeria Painel (FBAUP), Porto, 2013.
Maia, Pedro. As Meta-forias de Constança Araújo Amador, texto para catálogo, Galeria do Leões, University of Porto, 2013.
Maia, Pedro. Energy Portraits, texto para livro de Yvette Teeuwen: Energie portretten, Haia, 2013.
Maia, Pedro. A História do Homem Montanha e a Menina dos Lápis de Cera, texto para exposição de Pascal Ferreira, Galeria dos Leões, Universidade do Porto, 2013.
Maia, Pedro. Projeções 2012. Introdução para brochura/desdobrável, Lugar do Desenho, Fundação Júlio Resende, Porto, 2012.
Maia, Pedro; Moura, Mário; Marques, Jorge; Carvalhais, Miguel. Introdução de Catálogo da Exposição Final das Licenciaturas, FBAUP, Porto, 2012
Machado, Graciela; Maia, Pedro. Introdução do Catálogo Interecycling, Museu do Caramulo, 2012
Maia, Pedro. O Carácter Demonstrativo das Experiências de Brunelleschi e o seu Impacto na Concepção e Utilização de Dispositivos de Captura entre os Séculos XV e XVII. Actas do Simpósio La práctica de la perspectiva. Perspectiva en los talleres artísticos europeos. Universidade de Granada, Granada, 2011, publicação 2013 (refere internacional)
Maia, Pedro. Investigar em Desenho: Máquinas de Desenho e a Representação da Realidade. O Mundo Visto por uma Janela. PSIAX # 1 (Vol. 2) – Estudos e Reflexões sobre Desenho e Imagem. Porto/Guimarães: Departamento de Arquitectura da Universidade do Minho, Faculdade de Arquitetura da Universidade do Porto, Faculdade de Belas Artes da Universidade do Porto, 2009/2010
Maia, Pedro. O Véu de Alberti. PSIAX # 5 – Estudos e Reflexões sobre Desenho e Imagem, Porto/Guimarães: Faculdade de Arquitectura da Universidade do Porto, Departamento de Arquitetura da Universidade do Minho, 2006
Maia, Pedro. Alberti’s Veil and the Origin of Drawing Machines. Barcelona, 2007 (published on author’s site)
Maia, Pedro. As Máquinas de Desenho. PSIAX # 4 – Estudos e Reflexões sobre Desenho e Imagem, Porto: Faculdade de Arquitetura da Universidade do Porto, 2005
Maia, Pedro. A Herança de Taccola. Margens e Confluências # 4, Guimarães: Escola Superior Artística do Porto, 2002
Comunicações
2021: El Panorama de Lisboa: Arte, Cartografia, Dibujo, Apropriación y Collage, DrawCivitas, Colóquio Internacional, Palacio la Madraza, Granada, 2 de dezembro de 2021 (conferência por convite) 
2021: Organic versus Geometric: The Impact of the 1755 Lisbon Eartquake, Ciclo de Conferências Internacionais (refere internacional), Nápoles, 11 de junho de 2021 (conferência online devido à pandemia covid 19). 
2019: Representación de Ciudades Portuguesas: El Panorama de Lisboa, Universidade de Granada, Espanha, 7 de novembro de 2019
2017: Projections & Premonitions - O Trabalho de Investigação versus o Trabalho Artístico (mesa redonda), mediação de Carlos Luís Bessa, Instituto Açoriano da Cultura, Angra do Heroísmo, 15 de setembro 2017 
2017: Ciudades de Portugal Vistas por los Pintores (ss. XVI-XIX), Actividad Formativa del Programa de Doctorado en Artes, Departamento de Dibujo, Universidad de Granada, 9 de junho de 2017.
2016: O Ensino do Desenho em Arquitetura, Ordem dos Arquitetos, Porto, 15 de Dezembro 2016
2016: The Recovery of the Camera Lucida in the Digital Age, Fundação Oriente, Panjim, Goa, Índia, 14 de Novembro de 2016
2016: On the Uses of the Camera Lucida, Architecture Department, Altinho, Goa, Índia, 12 de Novembro de 2016
2016:  A Câmara Clara e sua Utilização no Desenho de Levantamento, Mestrado em Arte e Design para o Espaço Público, Faculdade de Belas Artes da Universidade do Porto, 19 de Outubro 2016
2016: Desenho, Imagem, Apropriação, Desvio & Ruído, Seminário Campos e Funções do Desenho, Mestrado em Desenho e Técnicas de Impressão, Faculdade de Belas Artes da Universidade do Porto, 11 de Maio 2016
2016:  A Câmara Clara – Velho e Novo Mídia, Sweatbox, Imagens para uma Estratégia Plural e(m) Desenho, Faculdade de Belas Artes da Universidade do Porto, Abril 2016
2016: On the Uses of the Camera Lucida, Rachana Sansad College of Applied Art & Craft, Bombaim, Índia, Janeiro 2016
2016: The Camera Lucida – Visual Dialogues from Portugal in India, Faculty of Visual Arts, Banaras Hindu University, Varanasi, Índia, Janeiro 2016
2015: Drawing Teaching Approaches in School of Fine Arts, University of Porto, Rachana Sansad College of Applied Art & Craft, Bombaim, Índia, Novembro 2015
2013: Moderador para D.U.H., Desenho na Universidade Hoje – D.U.T., Drawing in University Today, Conferência Internacional em Desenho, FBAUP/FAUP, Porto, Portugal, Maio 2013
2013: Mediação Tecnológica e a Representação da Paisagem, Geografia, Cinema & Cultura Visual, Departamento de Geografia, Universidade do Minho, 2013
2012: Atlas & Vocabulário de Desenho - Encontros de Desenho I, Faculdade de Belas Artes da Universidade do Porto, Março de 2012
2009: Investigar em Desenho: Metodologia utilizada no estudo de máquinas de desenho, Investigar em Desenho, Faculdade de Belas Artes da Universidade do Porto, Março de 2009 
2004: Máquinas de Desenho, Seminário de Pós-graduação em Desenho, Faculdade de Belas Artes da Universidade do Porto, 2004
Exposições Individuais
2019: Chasing Shadows – Playlist #31 Comissariada por Nuno Ramalho, Café Candelabro, Porto, Fevereiro de 2019.
2019: Aftermath, Caos – Casa das Artes e Ofícios, Viseu, Janeiro de 2019
2019: Desenhos da Índia – A Recuperação da Câmara Clara na Era Digital, Lugar do Desenho, Fundação Júlio Resende, Fevereiro de 2019 
2018: The Drama Series (exposição retrospectiva 2013-2018, Espaço Campanhã, Porto, outubro de 2018 
2017: Projections & Premonitions, Instituto Açoriano da Cultura, Angra do Heroísmo, Portugal, 15 de setembro 2017 
2017: Projections & Premonitions, Galeria Patch, Porto, Portugal, 29 Abril – 5 de junho de 2017 
2016: The India Drawings, Galeria da Fundação Oriente, Panjim, Goa, Índia, Novembro/Dezembro 2016
2015: Under the Skin, Galeria Adorna Corações, Porto, Portugal
2015: After Lapse, Poste Vídeo Art, Galeria Extéril, Porto, Portugal
2010: Panther Woman, Espaço Campanhã, Porto, Portugal
2004: Galeria CUBIC – Arte Contemporânea, Lisboa, Portugal
2003: Galeria Ao Quadrado, Vila da Feira
2003: Galeria Extéril, Porto 
2001: Galeria Extéril, Fecundação in_exteril, Porto, Portugal
1999: Galeria Paula Fampa, Braga, Portugal
1996: Galeria Módulo, Porto, Portugal
1995: Galeria do Banco Português do Atlântico, Braga, Portugal 
1994: Galeria Módulo, Porto, Portugal
1994: Parque de Exposições, European Peptid Simposium, Braga, Portugal
1994: Galeria Módulo, Lisboa, Portugal 
1990: Herter Gallery, University of Massachusetts, Amherst, USA 
1990: Galeria Módulo, Porto, Portugal
1989: Galeria Módulo, Porto, Portugal
1989: Galeria Módulo, Lisboa, Portugal
1989: South Gallery, Greenfield Community College, Greenfield, USA
1988: Galeria Roma & Pavia, Porto, Portugal
1988: Galeria Diferença, Lisbon, Portugal
1987: Museu Nogueira da Silva, Braga, Portugal
1987: Anikibóbó, Porto, Portugal
Outros Projetos
2020: Caleidoscópio, projeto vídeo-arte para Palavras à Mesa (2 concertos) com Alexandre Soares e Ana Deus (Três Tristes Tigres), Maushábitos Espaço Cultural, Porto, Novembro de 2020
2020: The Creation of God, projeto vídeo-arte. Criação, edição e montagem vídeo e áudio a partir de conceito de José Cruzio. 23ème Rencontres Internationale Traverse, Toulouse, 23 Janeiro, 2020
2019: The Creation of God, projeto vídeo-arte. Criação, edição e montagem vídeo e áudio a partir de conceito de José Cruzio. Art Language and New Vision of Video Art. 2nd International Video Art Forum, SASC Damman, Saudi Arabia, 11-15 November.
2019: The Creation of God, projeto vídeo-arte. Criação, edição e montagem vídeo e áudio a partir de conceito de José Cruzio. Selecionado para o 19º Festival Internacional de Cine de Lanzarote (2019) e Festival e Exposição em FORM9 – CICA Museum (Czong Institut of Contemporary Art), Seoul, Coreia do Sul (2019) 
2019: The Creation of God, projeto vídeo-arte. Criação, edição e montagem vídeo e áudio a partir de conceito de José Cruzio, Eighthwonder 2019 ‘(a)muse’, 44AD Artspace, Bath, UK, 8th-18th August 2019.
2019: Comissário e organizador de INT_EXT – Exposição de Projetos de Intervenção no SMAS, Porto, Julho e Agosto de 2019.
2019: Co-organizador de ENTRE_TANTO – Exposição Final de Ano de estudantes do MAP – FBAUP, C.A.C.E., Porto, 8 a 21 de junho de 2019.
2019: Comissário para Projeções 2019 – O Desenho na FBAUP, Lugar do Desenho – Fundação Júlio Resende, 8 a 21 de junho de 2019.
2019: The Chaos – Video-clip para o álbum Distant Voice do compositor Britânico Sean Khan, BBE TV, Londres, Lançamento a 15 Novembro de 2019: Link
2019: Chasing Shadows – Edição em papel de 20 exemplares numerada e assinada, lançamento Café Candelabro, Porto, Fevereiro de 2019.
2018: Said - Video-clip para o Compositor Britânico Sean Khan, Londres, Dezembro de 2018.
2018: Banda sonora para o documentário Imagens do Corpo Interior, colaboração entre a Faculdade de Belas Artes da Universidade do Porto e o Instituto de Ciências Biomédicas Abel Salazar. 
2018: Coordenador, Organizador e Tutor da Residência Artística em Desenho Into The Wild, Quinta da Bouça Nova, Marco de Canaveses, Portugal, 5 a 13 de maio de 2018
2018: Comissário para Into The Wild, Lugar do Desenho - Fundação Júlio Resende, Porto, Portugal, Junho 2018
2018: Comissário para Projeções 2018 (FBAUP), Lugar do Desenho - Fundação Júlio Resende, Porto, Portugal 
2017: Comissário para Projeções 2017 (FBAUP), Lugar do Desenho - Fundação Júlio Resende, Porto, Portugal
2016: Comissário para Projeções 2016 (FBAUP), Lugar do Desenho - Fundação Júlio Resende, Porto, Portugal
2014: Comissário para Projeções 2014 (FBAUP), Lugar do Desenho - Fundação Júlio Resende, Porto, Portugal
2013: Cocoordenação para Atlas: Gabinete de Desenho & Gravura, Investigação e Exposição, FBAUP, I2ADS (patrocinado pela FBAUP & Fundação Calouste Gulbenkian, Porto, Portugal, 2012/2013.
2013: Cocomissário e organização para D.U.H. Exposição Internacional, Desenho na Universidade Hoje, FBAUP, FAUP, Porto, Portugal
2013: Comissário para Projeções 2013 (FBAUP), Lugar do Desenho - Fundação Júlio Resende, Porto, Portugal
2013: Comissário para a exposição de Constança Araújo Amador: Greguerías, Galeria dos Leões, Universidade do Porto, Porto, Portugal
2013: Comissário para A História do Homem Montanha e a Menina dos Lápis de Cera, exposição de desenho de Pascal Ferreira, Galeria dos Leões, Universidade do Porto, Porto, Portugal
2012: Comissário de It's not just about Rabbits and the Bears, da autoria de Maja Babic Kosir, Novembro, Galeria dos Leões, University of Oporto, Oporto.
2012: Coordenador e Comissário de Futuro, Não Futuro, Exposição Finalistas 2011, Palacete Pinto Leite, Porto, Portugal
2012: Comissário de Projeções 2012 (FBAUP), Lugar do Desenho - Fundação Júlio Resende, Porto, Portugal
2012 Comissário para Before We Die (David Penela, Maja Babic Kosir, Mariana a Miserável e José Cardoso), Abril, Galeria dos Leões, Universidade do Porto, Porto.
2012: Zootropio Video Festival, Lófte, Porto, Portugal
2011: Cocomissário e organizador de Exposição Finalistas 2011, Faculdade de Belas Artes da Universidade do Porto, Portugal
2005: Coordenador e Comissário para 100 Desenhos, com Jorge Marques e Paulo Luís Almeida, Maushábitos, Porto, Portugal e Convento Corpus Christi, Vila Nova de Gaia, Portugal 
2004: Pintura Mural para Centro Médico, Braga, Portugal
2002: Texturas de Lugar – Projeto Multimédia com Jonathan Uliel Saldanha encomendado pelo Departmento de Geografia, Universidade do Minho, Guimarães, Portugal
2001: INT-EXT-INT – Instalação com Michele Gigante e Cristiano Bartolini, Maus Hábitos, Porto, Portugal
2001: Mausábitos 1930/2030, Projeto Utópico de Arquitetura com Teresa Aguiar e Nuno Malheiros, Maus Hábitos, Porto, Portugal
1990: Série, Edição desdobrável com Tiago Estrada e José Carlos Costa, Museu Nogueira da Silva, Braga, Portugal
1990: Projecto Secreto I, Instalação Multimédia concebida para R.A.T. (Research, Art & Technology), uma colaboração com Michael McCune, Hampden Gallery, Massachusetts, Amherst, USA
1986: Pintura Mural com Carlos Figueiredo e Tiago Estrada, Anikibóbó, Porto, Portugal
2001-2004: Comissário para Maus Hábitos, Porto, Portugal
2001: Autor e Comissário para In_bloc, um projeto multidisciplinar para Maus Hábitos, Portugal
1998: Diretor Artístico para a Enterprise, Produção de Eventos, Semana Académica, Universidade do Minho, Braga, Portugal
1988: Diretor Artístico para a Green Action Party, Ponta Delgada, São Miguel, Portugal
1988: Projecto Secreto II (5 Noites, 5 Sentidos), Projeto Multimédia para a EXPO 98, Sony Jumbo Trom, Lisboa, Portugal
1997: Diretor Artístico para Nocturno adaptação dos "Fragmentos de Novalis", Instituto de Arte Dramática, Teatro Municipal de Estarreja, Portugal